# Kidnapped in New York
Kidnapped in New York è un cortometraggio muto del 1915 diretto da  J. Stuart Blackton
Con il nome Baby Osborne, il film è l'esordio sullo schermo di Marie Osborne, la più famosa delle attrici bambine del cinema muto che, all'epoca, aveva solo tre anni.

## Trama
A New York, una banda di criminali rapisce la figlia di un ricco uomo d'affari insieme alla sua tata. Un investigatore si mette sulle tracce dei banditi e, travestito da barbone, si infiltra nel Lower East Side, il ghetto di immigrati italiani dove si nasconde il covo dei rapitori.

## Produzione
Il film fu prodotto dalla Sterling Camera and Film Company.

## Distribuzione
È uscito in VHS distribuito dalla Grapevine Video.